# Alegeri prezidențiale în Statele Unite ale Americii, 1992
Alegerile prezidențiale din Statele Unite din anul 1992 au avut loc la 3 noiembrie 1992 și s-au încheiat cu victoria candidatului democrat Bill Clinton, care l-a învins pe George H. W. Bush, președintele în funcție din partea partidului republican. Alegerile au marcat sfârșitul a 12 ani consecutivi în care la Casa Albă s-a aflat un președinte republican.
Președintele Statelor Unite este ales de un Colegiu Electoral, alăcătuit din 538 de electori. Pentru a fi ales, președintele are nevoie de 270 de voturi în Colegiul Electoral. Dacă niciun candidat nu întrunește această majoritate, atunci președintele este ales de Camera Reprezentanților, prin votul statelor.
Președintele ales în noiembrie a depus jurământul și și-a început mandatul pe data de 20 ianuarie 1993.

## Nominalizarea Partidului Democrat
În urma succesului militar al SUA și a aliaților în Războiul din Golf, Bush se bucura de o popularitate imensă, gradul său de aprobare ajungând chiar la 89%. Realegerea sa în funția de președinte părea sigură.
Mai mulți politicieni proeminenți (precum  Mario Cuomo⁠(d)  și  Jesse Jackson⁠(d)) au refuzat să candideze pentru nominalizarea  Partidului Democrat. Al Gore, senator din partea statului Tennessee, a refuzat și el să candideze deoarece fiul său fusese implicat într-un accident de mașină și se afla în curs de tratament. Printre politicienii care au decis totuși să candideze s-au aflat Bill Clinton, Tom Harkin⁠(d), Jerry Brown și Paul Tsogas.
Harkin, un senator din partea statului Iowa a dus o campanie liberal-populistă, având o mare susținere din partea sindicatelor. Tsongas, un fost senator din partea statului Massachusetts a scos în evidență independența sa politică și faptul că este un adept al  conservatorismului fiscal. Bill Clinton, pe atunci guvernatorul statului Arkansas era relativ necunoscut. Acest fapt avea să se schimbe atunci când Gennifer Flowers, o actriță, a invocat o aventură cu acesta. Clinton a negat povestea, apărând la emisiunea 60 Minutes⁠(d) alături de soția sa, Hillary Clinton; mai târziu, în 1998, a recunoscut aventura.
Rezultatele au fost următoarele:
- Bill Clinton 3,372 delegați;
- Jerry Brown 596 delegați;
- Paul Tsongas⁠(d) 289 delegați;
- Robert P. Casey⁠(d) 10 delegați;
- Pat Schroeder⁠(d) 5 delegați;
- Larry Agran⁠(d) 3 delegați;
- Al Gore 1 delegat.

| Candidat     | Candidat | Candidat | Origine  | Campanie                            | Vot Popular         | Partener | Partener |
| ------------ | -------- | -------- | -------- | ----------------------------------- | ------------------- | -------- | -------- |
| Bill Clinton |          |          | Arkansas | Nominalizare obținută: 2 iunie 1992 | 10,482,411 (52.01%) | Al Gore  |          |

## Nominalizarea Partidului Republican
Jurnalistul paleoconservator Pat Buchanan a fost principalul adversar al președintelui  Bush. Cea mai bună performanță a lui Buchanan a fost în alegerile primare din New Hampshire, din 18 februarie 1992 - unde Bush a câștigat cu o marjă de 53-38%.  În total, Bush a câștigat  cu ușurință alegerile primare, obținând aproape 73% din votul popular. Acesta l-a nominalizat pe Dan Quayle pentru un nou mandat de vicepreședinte.
| Candidat          | Candidat | Candidat | Origine | Campanie                          | Vot Popular        | Partener   | Partener |
| ----------------- | -------- | -------- | ------- | --------------------------------- | ------------------ | ---------- | -------- |
| George H. W. Bush |          |          | Texas   | Nominalizare obținută: 5 mai 1992 | 9,199,463 (72.84%) | Dan Quayle |          |

## Candidatura lui Ross Perot
Ross Perot⁠(d), un afacerist miliardar, a devenit o figură extrem de influentă în sudul Statelor Unite și, în special, în statul său natal, Texas.  Îngrijorările publicului legate de deficitul bugetar federal, precum și teama față de politicienii de carieră au creat contextul ideal pentru candidatura omului de afaceri texan. La un moment dat, acesta a ajuns chiar să conducă în sondaje, depășind candidații partidelor principale..
Campania lui Perot s-a axat pe criticarea  Acordului Nord-American de Comerț Liber și pe reducerea datoriei externe și interne, iar cu sprijinul susținătorilor săi acestuia reușise să fie înscris pe buletinele de vot din fiecare stat. În luna iunie, Perot conducea în sondajele naționale de opinie cu sprijinul a 39% dintre alegători (față de 31% pentru Bush și 25% pentru Clinton).. Totuși, credibilitatea lui Perot a fost afectată grav atunci când acesta s-a retras din cursă în luna iulie.
În Octombrie, Ross Perot a reintrat în cursă. Partenerul său de candidatură a fost James Stockdale⁠(d), un fost viceamiral în Marina SUA.
| Candidatură independentă |                    |
| Ross Perot⁠(d)            | James Stockdale⁠(d) |
| Președinte               | Vicepreședinte     |
|                          |                    |
| Campanie⁠(d)              |                    |
|                          |                    |

## Sondaje
| Rezultatul alegerilor                                         | 3 noiembrie 1992           | 43.01% | 37.45% | 18.91 | 1.81% | 0.63% | 5.56      |
| Gallup/CNN/USA Today                                          | 31 Octombrie - 1 Noiembrie | 44%    | 36%    | 14%   | –     | 6%    | 8         |
| Harris                                                        | 30 Octombrie – 1 Noiembrie | 42%    | 38%    | 16%   | –     | 4%    | 4         |
| Gallup/CNN/USA Today                                          | 30 - 31 Octombrie          | 43%    | 36%    | 15%   | –     | 6%    | 7         |
| Newsweek                                                      | 20 - 23 Octombrie          | 42%    | 30%    | 22%   | –     | 6%    | 12        |
| New York Times/CBS News                                       | 20 - 23 Octombrie          | 42%    | 37%    | 17%   | –     | 4%    | 5         |
| Gallup/CNN/USA Today                                          | 21 - 22 Octombrie          | 43%    | 31%    | 18%   | –     | 8%    | 12        |
| Time/CNN                                                      | 20 - 22 Octombrie          | 38%    | 31%    | 17%   | –     | 14%   | 7         |
| Harris                                                        | 20 - 22 Octombrie          | 46%    | 32%    | 18%   | –     | 4%    | 12        |
| Washington Post                                               | 19 - 22 Octombrie          | 42%    | 34%    | 20%   | –     | 4%    | 8         |
| US News                                                       | 20 – 21 Octombrie          | 45%    | 31%    | 20%   | –     | 4%    | 14        |
| NBC News/Wall Street Journal                                  | 20 – 21 Octombrie          | 47%    | 28%    | 19%   | –     | 6%    | 19        |
| Gallup/CNN/USA Today                                          | 13 – 15 Octombrie          | 47%    | 34%    | 13%   | –     | 6%    | 13        |
| Gallup/CNN/USA Today                                          | 6 - 8 Octombrie            | 49%    | 34%    | 10%   | –     | 7%    | 15        |
| NBC News/Washington Post                                      | 4 - 5 Octombrie            | 46%    | 32%    | 10%   | –     | 12%   | 14        |
| Los Angeles Times                                             | 2 - 5 Octombrie            | 48%    | 34%    | 9%    | –     | 9%    | 14        |
| Harris                                                        | 1 - 4 Octombrie            | 53%    | 36%    | 9%    | –     | 2%    | 17        |
| ABC News/Washington Post                                      | 1 - 4 Octombrie            | 48%    | 35%    | 9%    | –     | 8%    | 13        |
| 1 Octombrie: Perot reîntră în cursă                           |                            |        |        |       |       |       |           |
| Gallup/CNN/USA Today                                          | 28 - 30 Septembrie         | 52%    | 35%    | 7%    | –     | 6%    | 17        |
| Gallup                                                        | 17 - 20 Septembrie         | 50%    | 40%    | —     | –     | 10%   | 10        |
| Gallup/CNN/USA Today                                          | 11 - 25 Septembrie         | 51%    | 42%    | —     | –     | 7%    | 9         |
| Tarrance Group                                                | 1 - 6 Septembrie           | 48%    | 43%    | -     | –     | 9%    | 5         |
| Gallup/CNN/USA Today                                          | 31 August – 2 Septembrie   | 54%    | 39%    | —     | –     | 7%    | 15        |
| Harris                                                        | 26 August – 1 Septembrie   | 50%    | 45%    | -     | –     | 5%    | 5         |
| ABC News/Washington Post                                      | 26 - 30 August             | 56%    | 36%    | -     | –     | 8%    | 20        |
| Gallup/CNN/USA Today                                          | 21 - 22 August             | 52%    | 42%    | —     | –     | 6%    | 10        |
| 20 August: Convenția Republicană i-a sfârșit                  |                            |        |        |       |       |       |           |
| Tarrance Group                                                | 15 - 19 August             | 48%    | 43%    | -     | –     | 9%    | 5         |
| Tarrance Group                                                | 15 - 18 August             | 51%    | 40%    | -     | –     | 9%    | 11        |
| Tarrance Group                                                | 15 - 17 August             | 51%    | 35%    | -     | –     | 14%   | 16        |
| Gallup/CNN/USA Today                                          | 17 August                  | 58%    | 35%    | —     | –     | 7%    | 23        |
| 17 August: Începe convenția republicană                       |                            |        |        |       |       |       |           |
| Gallup/CNN/USA Today                                          | 10 - 12 August             | 58%    | 35%    | —     | –     | 7%    | 23        |
| Gallup                                                        | 31 Iulie - 2 August        | 57%    | 32%    | —     | –     | 11%   | 25        |
| Gallup                                                        | 16 - 24 Iulie              | 56%    | 36%    | —     | –     | 8%    | 20        |
| Harris                                                        | 17 - 19 Iulie              | 63%    | 33%    | -     | –     | 4%    | 30        |
| NBC News/Washington Post                                      | 17 - 19 Iulie              | 58%    | 29%    | -     | –     | 13%   | 29        |
| Gallup/CNN/USA Today                                          | 17 - 18 Iulie              | 56%    | 34%    | —     | –     | 10%   | 22        |
| 16 Iulie: Perot se retrage și i-a sfârșit Convenția Democrată |                            |        |        |       |       |       |           |
| Tarrance Group                                                | 13 - 14 Iulie              | 40%    | 31%    | 20%   | –     | 9%    | 9         |
| Tarrance Group                                                | 13 Iulie                   | 35%    | 31%    | 24%   | –     | 10%   | 4         |
| 13 Iulie: Începe Convenția Democrată                          |                            |        |        |       |       |       |           |
| New York Times/CBS News                                       | 8 - 11 Iulie               | 30%    | 33%    | 25%   | –     | 12%   | 3         |
| Gallup/CNN/USA Today                                          | 6 - 8 Iulie                | 28%    | 35%    | 30%   | –     | 7%    | 5         |
| NBC News/Washington Post                                      | 5 - 7 Iulie                | 28%    | 31%    | 33%   | –     | 8%    | 2         |
| Gallup                                                        | 26 - 30 Iunie              | 27%    | 33%    | 32%   | –     | 8%    | 1         |
| New York Times/CBS News                                       | 17 - 20 Iunie              | 24%    | 32%    | 30%   | –     | 14%   | 2         |
| Gallup                                                        | 12 - 14 Iunie              | 32%    | 34%    | –     | 10%   | 2     | 2         |
| Harris                                                        | 5 - 10 Iunie               | 25%    | 33%    | 37%   | –     | 6%    | 4         |
| Gallup                                                        | 4 - 8 Iunie                | 25%    | 31%    | 39%   | –     | 5%    | 8         |
| Gallup                                                        | 18 - 20 Mai                | 25%    | 35%    | 35%   | –     | 5%    | Egalitate |
| NBC News/Wall Street Journal                                  | 15 - 19 Mai                | 27%    | 35%    | 30%   | –     | 8%    | 5         |
| Gallup                                                        | 7 - 10 Mai                 | 29%    | 35%    | 30%   | –     | 6%    | 5         |
| Gallup/CNN/USA Today                                          | 20 - 22 Aprilie            | 26%    | 41%    | 25%   | –     | 8%    | 15        |
| New York Times/CBS News                                       | 20 - 23 Aprilie            | 28%    | 38%    | 23%   | –     | 11%   | 10        |
| Gallup/CNN/USA Today                                          | 31 Martie - 1 Aprilie      | 25%    | 44%    | 24%   | –     | 7%    | 19        |
| New York Times/CBS News                                       | 26 - 29 Martie             | 31%    | 44%    | 16%   | –     | 9%    | 13        |
| Gallup/CNN/USA Today                                          | 20 - 22 Martie             | 43%    | 52%    | —     | –     | 5%    | 9         |
| Gallup/CNN/USA Today                                          | 11 - 12 Martie             | 44%    | 50%    | —     | –     | 6%    | 6         |
| Gallup                                                        | 19 - 20 Februarie          | 43%    | 53%    | —     | –     | 4%    | 10        |
| Gallup                                                        | 6 - 9 Februarie            | 38%    | 53%    | —     | –     | 9%    | 15        |
| Harris                                                        | 26 - 30 Decembrie          | 47%    | 48%    | —     | –     | 5%    | 1         |